# Premiu Nacional de Lliteratura Asturiana
Der Premiu Nacional de Lliteratura Asturiana (übersetzt Nationaler Preis für Asturische Literatur) ist ein erstmals 2016 von der Academia de la Llingua Asturiana (Akademie der Asturischen Sprache) ausgelobter und seit 2017 vergebener Literaturpreis für lebende Schriftsteller, die durch ihr literarisches Werk in asturischer Sprache besonders hervorgetreten sind. 
Der Preis wird alle drei Jahre vergeben und ist mit 3000 Euro dotiert. Die Preisträger erhalten zudem eine von dem Bildhauer Adolfo Manzano gestaltete Medaille sowie eine kleine Anthologie von Werken, die die schriftstellerische Arbeit repräsentiert.
Die Jury besteht aus dem Akademiepräsidenten und drei weiteren Akademiemitgliedern, einem Vertreter des Conseyería d’Educación y Cultura (Kultur- und Erziehungsamt) der asturischen Regierung und zwei auf die asturische Sprache spezialisierten universitären Fachleuten.

## Ausgerichtete Preisverleihungen
Nach der Veröffentlichung der Regeln des Preises am 15. September 2016 und der Öffnung der Bewerbungsfrist resultierten die folgenden Finalisten: Xuan Bello, Antón García, Roberto González-Quevedo, Berta Piñán und Xuan Xosé Sánchez Vicente.
Das Urteil des Preisgerichts wurde am 13. Januar 2017 veröffentlicht und als Sieger Xuan Bello verkündet.
Die Jury betonte bei ihrer Begründung unter Einbeziehung seiner 2002 erschienenen Hestoria Universal de Paniceiros, er habe das Asturische „auf die Landkarte der spanischen und internationalen Literatur eingetragen“. Bei dieser ersten Preisverleihung bestand die Jury aus Ana María Cano (Präsidentin der Akademie), den Akademiemitgliedern Xosé Antón González Riaño, Xosé Ramón Iglesias und Carmen Muñiz Chacón, dem Vertreter des Kultur- und Erziehungsamtes Fernando Padilla Palicio und den Hochschullehrern der Universität Oviedo José Luis García Martín und Leopoldo Sánchez Torre.
Der Preisträger des Jahres 2020 war Xuan Xosé Sánchez Vicente.